# 吉勒莫·亞瑞格
吉列尔莫·亞利亚格（Guillermo Arriaga，1958年3月3日—），墨西哥編劇。全名為吉列尔莫·亞利亚格·霍尔丹（Guillermo Arriaga Jordán），「亞利亚格」是吉列尔莫父親的家族姓，「霍尔丹」是吉列尔莫母親的家族姓，吉列尔莫以省略母親那邊的家族姓而聞名於世。
吉列尔莫·亞利亚格和墨西哥知名電影導演合作，拍出不少備受肯定的影片。特別是兩人合作編寫的《愛情像母狗》，花了兩年的時間、寫出36個版本才定稿，本片榮獲2000年坎城影展「國際影評人週」單元之評審團大獎，2001年亦入圍美國奧斯卡最佳外語片。

## 編劇作品年表
- 2000年 :《愛情像母狗》，導演：阿利安卓·崗札雷·伊納利圖
- 2003年 :，導演：
  - 提名英國電影學院獎最佳原創劇本
- 2005年 :《馬奎斯的三場葬禮》，導演：湯米·李·瓊斯，2005年坎城影展最佳劇本獎。
- 2006年 :，導演：
  - 提名奧斯卡最佳原創劇本獎
  - 提名金球獎最佳劇本
  - 提名英國電影學院獎最佳原創劇本
- 2007年 :《夜間的水牛》，導演：Jorge Hernández Aldana
- 2008年 :《愛火燎原》，導演：他自己
- 2014年 :《與眾神的對話》，導演：他自己與其他多位導演
- 2014年 :《里約，我愛你》，導演：他自己與其他多位導演